# Giorno Giovanna
Giorno Giovanna (ジョルノ・ジョバァーナ,?, Joruno Jobāna) è il protagonista della quinta parte del manga Le bizzarre avventure di JoJo di Hirohiko Araki, Vento Aureo.

## Il personaggio
Figlio di Dio Brando, il suo vero nome è Haruno Shiobana (汐華 初流乃?); sua madre in seguito, si sposerà con un uomo italiano e si stabilirà con lui in Italia, dove il nome del figlio verrà traslitterato e modificato dai suoi coetanei in "Giorno Giovanna". Poiché Dio era in possesso del corpo di Jonathan Joestar, Giorno è a tutti gli effetti un discendente della famiglia Joestar, come testimonia il marchio a forma di stella sulle spalle.
Giorno ha vissuto un'infanzia difficile, sua madre lo trascurava e lo lasciava a casa da solo, quand’era piccolo veniva spesso maltrattato e preso in giro; dopo aver salvato la vita a un mafioso ferito mentendo ai suoi inseguitori sulla sua posizione,tutti cominciarono a trattarlo bene, perché il mafioso minacciava le persone per farle comportare bene con il piccolo Giorno, addirittura il suo patrigno, che prima di questo evento lo maltrattava divenne più gentile, e da allora Giorno decise che sarebbe diventato un "GangStar" (mix tra gangster e star) in modo da poter fermare il traffico di droghe, che venivano concesse anche ai bambini. Dopo aver risvegliato, piano piano nel tempo, il proprio potere Stand, Gold Experience (negli USA, per motivi di copyright, Golden Wind), i suoi capelli, inizialmente neri, sono diventati biondi, esattamente come quelli del padre Dio Brando. Ha la curiosa capacità di infilarsi l'intero padiglione auricolare nel buco delle orecchie.

## Storia
Giorno vive a Napoli e seguendo il suo sogno di diventare un "GangStar", entra a far parte dell'organizzazione camorrista chiamata "Passione". Viene assegnato a un piccolo gruppo capitanato da Bruno Bucciarati, che come lui vorrebbe salire al potere per eliminare lo spaccio di droga dalle strade di Napoli. Gli altri membri del gruppo sono Pannacotta Fugo, Leone Abbacchio, Narancia Ghirga e Guido Mista, ciascuno dei quali è un portatore di Stand.
Poco tempo dopo l'ingresso di Giorno nel gruppo, alla banda viene commissionato un lavoro dal Boss: recuperare sua figlia, Trish Una, e portarla da lui a Venezia. Dopo numerosi scontri con i membri della Squadra Esecuzioni, membri di Passione che si sono ribellati al Boss e che cercano di ostacolarli, finalmente Giorno e compagni arrivano a Venezia. Qui scoprono però che lo scopo del capo, il cui vero nome è Diavolo, è quello di uccidere la figlia per cancellare ogni traccia del proprio passato.
La banda decide così di proteggere Trish Una e ribellarsi apertamente al Boss. I protagonisti partono così per la Sardegna, che Trish sa essere il luogo di nascita di Diavolo, dove sperano di trovare qualche indizio sulla sua identità. Nel corso del viaggio, la squadra deve affrontare altri scontri con i sicari inviati dal Boss. Contattata da Polnareff, la banda di Giorno si reca poi a Roma per impadronirsi di una delle frecce che risvegliano il potere Stand di chi ne viene trafitto e che possono donare nuovi poteri agli Stand già esistenti. Durante lo scontro finale Giorno viene colpito dalla Freccia e il suo Stand Gold Experience ottiene un potere che lo rende praticamente invincibile, anche se non è totalmente controllabile dalla volontà di Giorno. Dopo aver confinato Diavolo in un limbo tra la vita e la morte, Giorno diventa finalmente il nuovo boss di Passione.
In Stone Ocean viene rivelato che egli ha ben tre fratellastri, tutti richiamati dal potere Stand di Enrico Pucci, per aiutarlo a compiere il volere di Dio. Non si sa il perché della sua assenza vista la sua importanza come figlio di Dio, ma nel manga si scopre che gli ultimi avvistamenti lo vedevano in Florida, segno che anche lui stava rispondendo al richiamo.

## Personalità
La natura di Giorno Giovanna presenta diversi tratti in comune con quella del padre, Dio Brando, sebbene temperati da una forte bontà. Come Dio Brando anche lui ha vissuto un'infanzia tormentata, nelle mani di una madre viziosa e che lo trascurava, ed un patrigno arcigno e crudele. A differenza di Dio però, Giorno ha scoperto la gentilezza da bambino, per mano di un gangster da lui aiutato: questo ha canalizzato la rabbia ed il desiderio di rivalsa che Dio Brando investiva nelle sue ambizioni di dominio nel desiderio di raccogliere ed accumulare potere non per sé, ma per guadagnare lo stesso rispetto del suo benefattore ed aiutare a sua volta i deboli e gli inermi.
La natura delle sue sofferenze ha però lasciato un profondo segno nella sua personalità: come altri dei suoi compagni della cosca Passione, Giorno nutre una profonda diffidenza verso l'autorità costituita che lo spinge a voler servire il prossimo sotto i panni di un gangster e non sotto i panni di una figura di autorità riconosciuta, essendo stato più volte ferito ed umiliato dalla collettività e dai suoi stessi genitori.
Allo stesso tempo Giorno è fedele ai suoi amici e mostra bontà e fedeltà verso chiunque mostri bontà verso di lui a sua volta: nonostante Bruno Bucciarati, inviato da Passione ad investigare sulle azioni di Giorno fosse stato autorizzato ad usare i suoi poteri contro di lui, Giorno, comprendendo che Bucciarati era una persona buona e tormentata come lui, si rifiuta di fargli del male, e gli confida il suo piano di usare la cosca come una forza del bene e conquistando la sua amicizia. Similarmente, la sua attitudine al sacrificio fa in modo che i suoi alleati trovino impossibile il non nutrire piena fiducia nei suoi sogni ed ambizioni puri.

## Stand
Lo Stand di Giorno si chiama Gold Experience ed è uno stand a corto raggio. Sembra che abbia un forte istinto di autoconservazione; infatti se viene attaccato rispedisce l'attacco al mittente con molta più forza di quella ricevuta. Ha inoltre il potere di infondere la vita negli oggetti inanimati e anche negli esseri viventi.
- Se colpisce un oggetto inanimato lo può trasformare in un essere vivente a sua scelta. Se l'oggetto faceva parte del corpo di qualcuno (per esempio un dente staccato), l'essere vivente così creato tenderà a ricongiungersi con il suo proprietario per poi tornare ad essere quello che era prima. Grazie a questo potere Giorno può anche guarire i suoi compagni, in quanto può trasformare per esempio un proiettile nel corpo di un alleato nella carne e negli organi che il proiettile stesso ha danneggiato, facendo tornare il corpo com'era prima.
- Se colpisce un essere vivente, l'eccesso di vita causa un sovraccarico della coscienza del personaggio, aumentandone enormemente la percezione ma rallentandone i movimenti. Chi viene colpito ha l'impressione di muoversi a grande velocità e di essere perfettamente in forma, mentre in realtà è solo la mente ad essere più attiva; il corpo rimane invece desincronizzato e incapace di muoversi di pari passo con la mente. Le sensazioni del corpo si riflettono sulla coscienza molto più a lungo, e quindi un semplice pugno si traduce in diversi minuti di sofferenza.

### Requiem
Dopo essere stato trafitto dalla Freccia, Gold Experience si trasforma in Gold Experience Requiem, ottenendo il potere di "azzerare" le azioni delle persone e gli eventi da esse provocati. Colui che cerca di attaccarlo vedrà sé stesso "retrocedere" fino al momento in cui l'attacco era stato effettuato; inoltre Gold Experience Requiem ha il potere di "azzerare" anche la morte di una persona: chi ne viene colpito finisce in una sorta di limbo in cui rivivrà la propria morte continuamente per poi tornare in vita e ripetere l'esperienza, sempre in modo diverso.
Gold Experience Requiem non è tuttavia controllato da Giorno, ma possiede una volontà propria.